# Hilarocassis
Hilarocassis là một chi bọ cánh cứng trong họ Chrysomelidae.
Chi này được miêu tả khoa học năm 1913 bởi Spaeth.

## Các loài
Các loài trong chi này gồm:
- Hilarocassis bordoni Borowiec, 2002
- Hilarocassis exclamationis (Linnaeus, 1767)
- Hilarocassis maculicollis Swietojanska, 2003